# Glypta franciscana
Glypta franciscana là một loài tò vò trong họ Ichneumonidae.